# Hyphomicrobium
Hyphomicrobium (лат.) — род бактерий из семейства Hyphomicrobiaceae класса альфа-протеобактерий. Грамотрицательные палочки с заострёнными концами бобовидной или овальной формы, 0,3—1,2 × 1—3 мкм, образуют моно- и биполярные нитевидные отростки (гифы или простеки) различной длины диаметром 0,2—0,3 мкм. Спор не образуют. Гифы не септированы, но мембранные перетяжки внутри гиф хорошо заметны. Гифы могут быть истинно ветвящимися, вторичное ветвление наблюдается редко. Клетки окрашиваются фуксином. Дочерние клетки возникают в процессе почкования на одном из концов гиф. Зрелые почки становятся подвижными, отделяются и прикрепляются к поверхности или другим клеткам, образуя скопления или розетки. Гранулы ПГБ обычно откладываются на полюсах клетки. Колонии на плотных питательных средах мелкие, даже после длительной инкубации; коричневые в проходящем свете или ярко-бежевые — в отражённом. Поверхность колоний блестящая или гранулированная, складчатая или гладкая. Хемоорганотрофы, аэробы, олигокарбофилы, нуждаются в CO2. Добавление почвенной вытяжки может стимулировать рост при сохранении нейтральных значений pH. Используют метанол, моно-, ди- и триметиламины, моно- и дихлорметан, а также S-метилсоединения — диметилсульфид, диметилсульфоксид, диметилсульфон. Реализуют ицл+-вариант серинового пути. Аммиак и некоторые аминокислоты могут служить источниками азота. Нитрификация не обнаружена. Мезофилы, оптимум температуры: +20…+25 ºС, оптимум pH: 7,0. Широко распространены в почвах и водных местообитаниях. Содержание Г+Ц в ДНК 59—65 мол.%.

## Виды
На декабрь 2017 года в род включают 11 видов:
- Hyphomicrobium aestuarii Hirsch 1989
- Hyphomicrobium chloromethanicum McDonald et al. 2001
- Hyphomicrobium coagulans (ex Takada 1975) Hirsch 1989
- Hyphomicrobium denitrificans Urakami et al. 1995
- Hyphomicrobium facile corrig. Hirsch 1989
- Hyphomicrobium hollandicum Hirsch 1989
- Hyphomicrobium methylovorum Izumi et al. 1983
- Hyphomicrobium nitrativorans Martineau et al. 2013
- Hyphomicrobium sulfonivorans Borodina et al. 2002
- Hyphomicrobium vulgare Hirsch 1899typus
- Hyphomicrobium zavarzinii Hirsch 1989

Несколько видов были перенесены в другие роды бактерий.